# دافيد لوبروتون
دافيد لوبروتون (مواليد 26 أكتوبر 1953) (بالفرنسية: David Le Breton)‏ أنثروبولوجي وعالم اجتماع فرنسي. أستاذ بجامعة ستراسبورغ، وعضو في المعهد الجامعي الفرنسي، وباحث في مختبر الديناميات الأوروبي. متخصص في تمثيل الجسم البشري ووضعه في الاعتبار، وقد درسه بشكل خاص من خلال تحليل السلوك المحفوف بالمخاطر.
تكتسي أبحاث لوبروتون، أهمية خاصة، ضمن حقل العلوم الاجتماعية المعاصرة، وذلك بالنظر إلى جدة القضايا التي يشتغل عليها وعمقها، وتفرد مقاربته لها؛ إذ عرف باهتمامه بمجالات هامشية، لا ينتبه لها علماء الأنثروبولوجيا، وعلماء الاجتماع إلا فيما ندر، من بينها بحثه «تجربة الألم» الصادرة ترجمته العربية عن دار توبقال للنشر بالمغرب سنة 2018، بقلم الباحث والمترجم المغربي فريد الزاهي.

## مسيرته
ولد لو بروتون بتاريخ 26 أكتوبر 1953 في لو مان بإقليم سارت. تخرج من علم نفس الأمراض في أنجيه وباريس. بعد DESS، حصل في عام 1987 على درجة الدكتوراه في علم الاجتماع. بدأ حياته المهنية في عام 1981 محاضرا في العديد من الجامعات بما في ذلك الجامعة الكاثوليكية في أنجيه وجامعة بروكسل. درّسَ علم الاجتماع عام 1989 في جامعة ستراسبورغ، ومن 1992 إلى 1995 في جامعة غرب باريس نانتير لاديفونس. وهو عضو في المعهد الجامعي الفرنسي، وباحث في مختبر «الثقافات والمجتمعات في أوروبا». في عام 2007، نشر روايته السوداء الأولى «الموت على الطريق» التي نالت جائزة بولار ميشيل لوبرون (Prix Polar Michel Lebrun).

## روابط خارجية
- صفحة دافيد لوبروتون على موقع goodreads.com